# Celastrina oreas
Celastrina oreas is een vlinder uit de familie van de Lycaenidae. De wetenschappelijke naam van de soort is voor het eerst gepubliceerd in 1893 door John Henry Leech.
De soort komt voor in India, China, Korea en Taiwan